# 褐錫鉱
褐錫鉱（かっしゃくこう、 Stannoidite）は1969年に発表された日本産新鉱物で、国立科学博物館の鉱物学者加藤昭により、岡山県の金生（こんじょう）鉱山から発見された。 化学組成はCu+6Cu2+2(Fe2+,Zn)3Sn2S12で、斜方晶系。記載論文で「Blass brown」と表現されたように、褐色を帯びた金色を呈する。モースン鉱（Cu6Fe2SnS8）グループに属し、共存することが多い。
黄錫鉱 (Stannite) によく似た見掛けであったことから、「類似」を意味する「-oid」を用いて命名された。黄錫鉱とは光学的性質が異なることから当初は「Hexastannite」と呼ばれていたが、微細だったため分析が困難であった。しかし、加藤が発見した「Hexastannite」は単結晶X線回折可能であり、国際鉱物学連合の新鉱物・鉱物・命名委員会の許可を経て加藤は「褐錫鉱」と命名、最終的に「Hexastannite」は褐錫鉱と同一と判明した。